# Yuxarı Digah
Yuxarı Digah, Digah (?-2015) è un comune dell'Azerbaigian situato nel distretto di Quba.